# Prunus serrulata
Prunus serrulata, llamado comúnmente cerezo de flor japonés, es una especie de cerezo nativo de Japón, Corea y China. Se utiliza como ornamental por su floración primaveral.

## Sinonimia
El nombre botánico es Cerasus serrulata var. 'serrulata'. También conocido como: cerezo del Japón, cerezo de flor, cerezo oriental y cerezo de Asia oriental. Otros sinónimos son: Cerasus serrulata var. 'taishanensis', Padus serrulata y Prunus serrulata.

## Descripción
Prunus serrulata es un árbol pequeño caducífolio con un único y pequeño tronco y una copa densa. La corteza es lisa y de color marrón, con lenticelas prominentes y horizontales. Las hojas se distribuyen en forma alterna, tienen forma ovada-lanceolada con 5-13 cm de largo y 2.5-6.5 cm de ancho, con un peciolo corto y un borde aserrado o doblemente aserrado. Al final del otoño, las hojas se vuelven amarillas, rojas o carmesí.

Las flores surgen en primavera, formando grupos racimosos de 2 a 5, al mismo tiempo que aparecen las nuevas hojas. Varían en color desde blanco a rosado, con cinco pétalos en el tipo de árbol silvestre. La fruta es una drupa globosa negra de 8-10 mm de diámetro.

## Cultivo

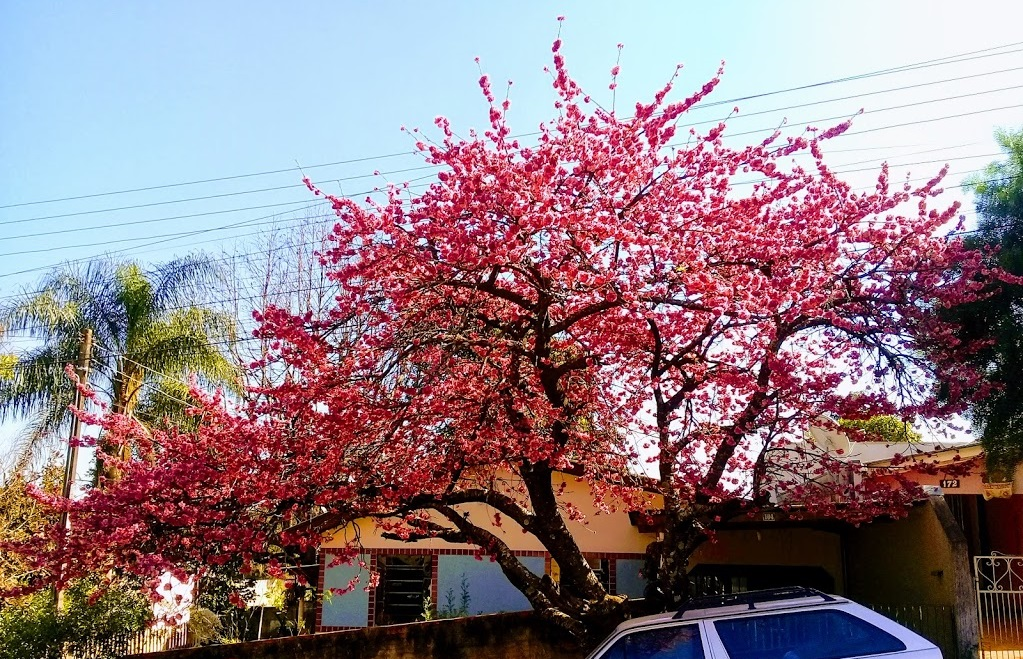
Prunus serrulata en Ponta Grossa, sur de Brasil

Se cultiva ampliamente como árbol ornamental por su bella floración, tanto en sus países nativos como en las regiones templadas del mundo. Numerosos cultivares han sido seleccionados por el hombre, muchos de ellos con flores dobles y con los estambres remplazados por pétalos adicionales. Con frecuencia tanto en Europa como en Norteamérica, son injertados sobre troncos del Prunus avium. Estas variedades son ornamentales y raramente fructifican.